# Brighton Beach (Südgeorgien)
Der Brighton Beach ist ein Küstenabschnitt im Norden Südgeorgiens. Er liegt zwischen dem Zero Point und dem Adventure Point am Westufer der Possession Bay.
Der Name taucht erstmals auf Karten auf, die im Zuge der Vermessungsarbeiten der britischen Discovery Investigations zwischen 1926 und 1930 entstanden, und leitet sich vom britischen Badeort Brighton ab. Hintergrund der Benennung ist, dass der Strand hier so stark durch Robben bevölkert wird wie sein britisches Pendant mit Touristen.